# Rue et place Couchot

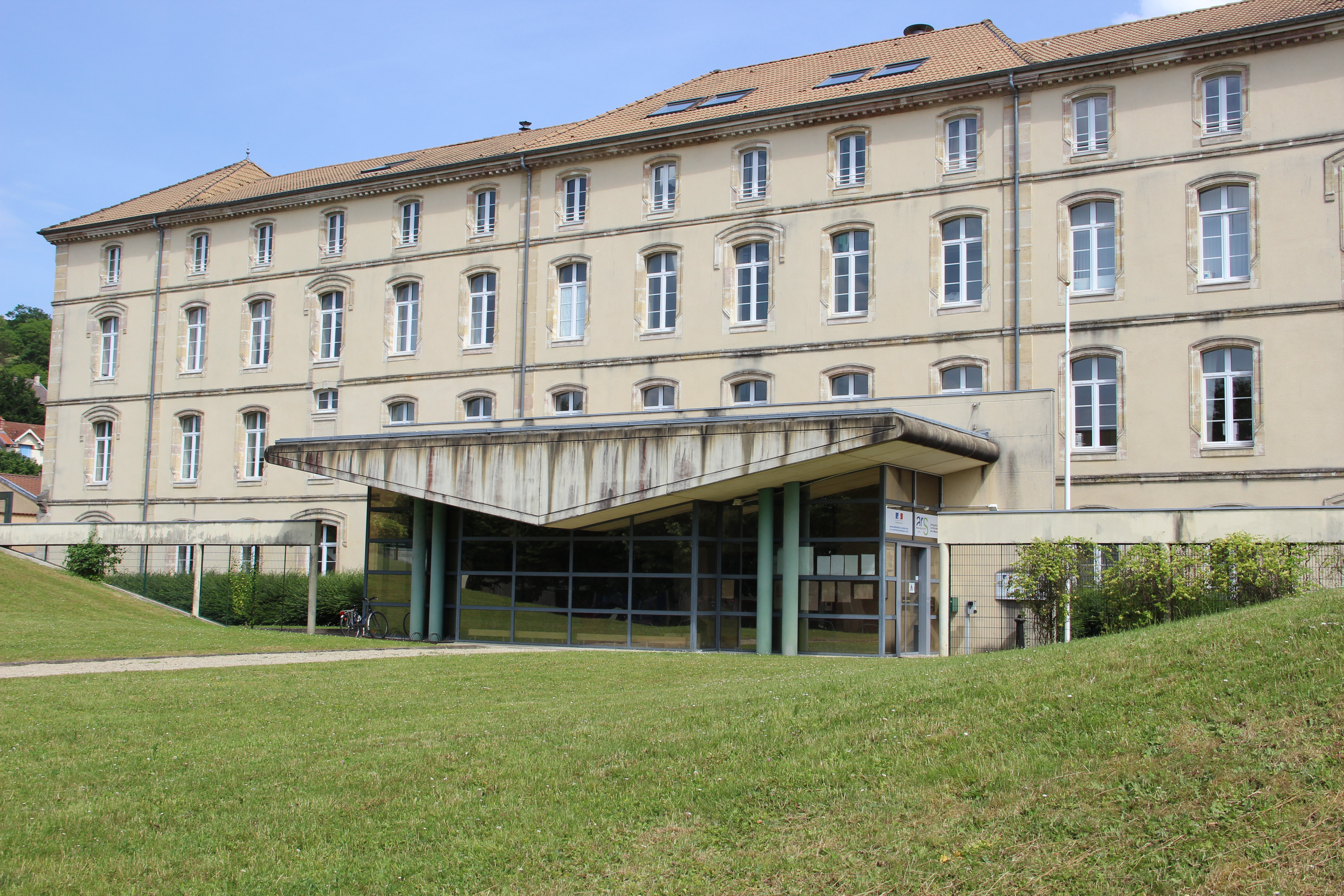
L'Agence régionale de santé place Couchot.

La rue de Couchot et la place Couchot sont des voies publiques de Bar-le-Duc.

## Situation et accès
Elle va de la rue du Four à la rue des Romains.

## Origine du nom
Elle porte le nom du quartier qu'elle dessert.

## Historique

### Rue Couchot
Dénomination séculaire, maintenue en l’an XII (1803), venant de celle du quartier qu’elle dessert. Elle a été donnée à celui-ci à cause de sa situation « au couchant » par rapport aux premiers éléments qui ont contribué à la formation de la ville de Bar.
Au XVIe siècle, le quartier était qualifié de faubourg et il avait son gouverneur propre. Il était habité, et il le fut longtemps encore, par des tisserands et des vignerons.

### Place Couchot
Petite place formée par la jonction de la rue de Couchot et de la rue Jeanne d’Arc élargie à cet endroit, plus communément appelée « place Couchot ».
En 1779, une statue de la vierge, dite Vierge de Couchot, a été érigée au milieu de cette place.
Les problèmes de circulation et d’aménagement de ce quartier ont contraint les autorités municipales à déplacer cette statue en la plaçant sous la « protection » du clocher de Notre-Dame, dans le jardin de l’hôpital.
Il faut noter également l’ensemble immobilier construit face à cette place, en association avec l’aménagement de la rue du Four, et appelé « les Terrasses de Couchot ». Les constructions ont été livrées à leurs occupants dans le courant de l’année 1985.

## Source
- « Bar-le-Duc, ses rues, places, ponts et cours d’eau » de Georges Duménil (AD55, cote U1991, page 64 et 65).